# Тушнолобово
Тушнолобово — село в Абатском районе Тюменской области России. Административный центр Тушнолобовского сельского поселения.

## История
В «Списке населенных мест Российской империи» 1871 года издания (по сведениям 1868—1869 годов) населённый пункт упомянут как казённое село Тушнолобово Ишимского округа Тобольской губернии, при речке Вавилон, расположенная в 44 верстах от окружного центра города Ишим. В селе насчитывалось 80 дворов и проживало 585 человек (285 мужчин и 295 женщин). Функционировали православная церковь, почтовая станция и волостное правление.

В 1926 году в селе имелось 163 хозяйства и проживало 750 человек (371 мужчина и 379 женщин). В административном отношении Тушнолобово являлось центром сельсовета Абатского района Ишимского округа Уральской области.

## География
Село находится в юго-восточной части Тюменской области, в лесостепной зоне, в пределах Ишимской равнины, на левом берегу реки Вавилон, на расстоянии примерно 18 километров (по прямой) к западу-юго-западу (WSW) от села Абатское, административного центра района. Абсолютная высота — 75 метров над уровнем моря. Вблизи северной окраины села проходит федеральная автодорога Р402.

### Часовой пояс
Тушнолобово, как и вся Тюменская область, находится в часовой зоне МСК+2. Смещение применяемого времени относительно UTC составляет +5:00.

## Население
| 1989 | 2002 | 2010 |
| ---- | ---- | ---- |
| 705  | ↘595 | ↘510 |

Гендерный состав
По данным Всероссийской переписи населения 2010 года в гендерной структуре населения мужчины составляли 47,1 %, женщины — соответственно 52,9 %.
Национальный состав
Согласно результатам переписи 2002 года, в национальной структуре населения русские составляли 96 %.

## Инфраструктура

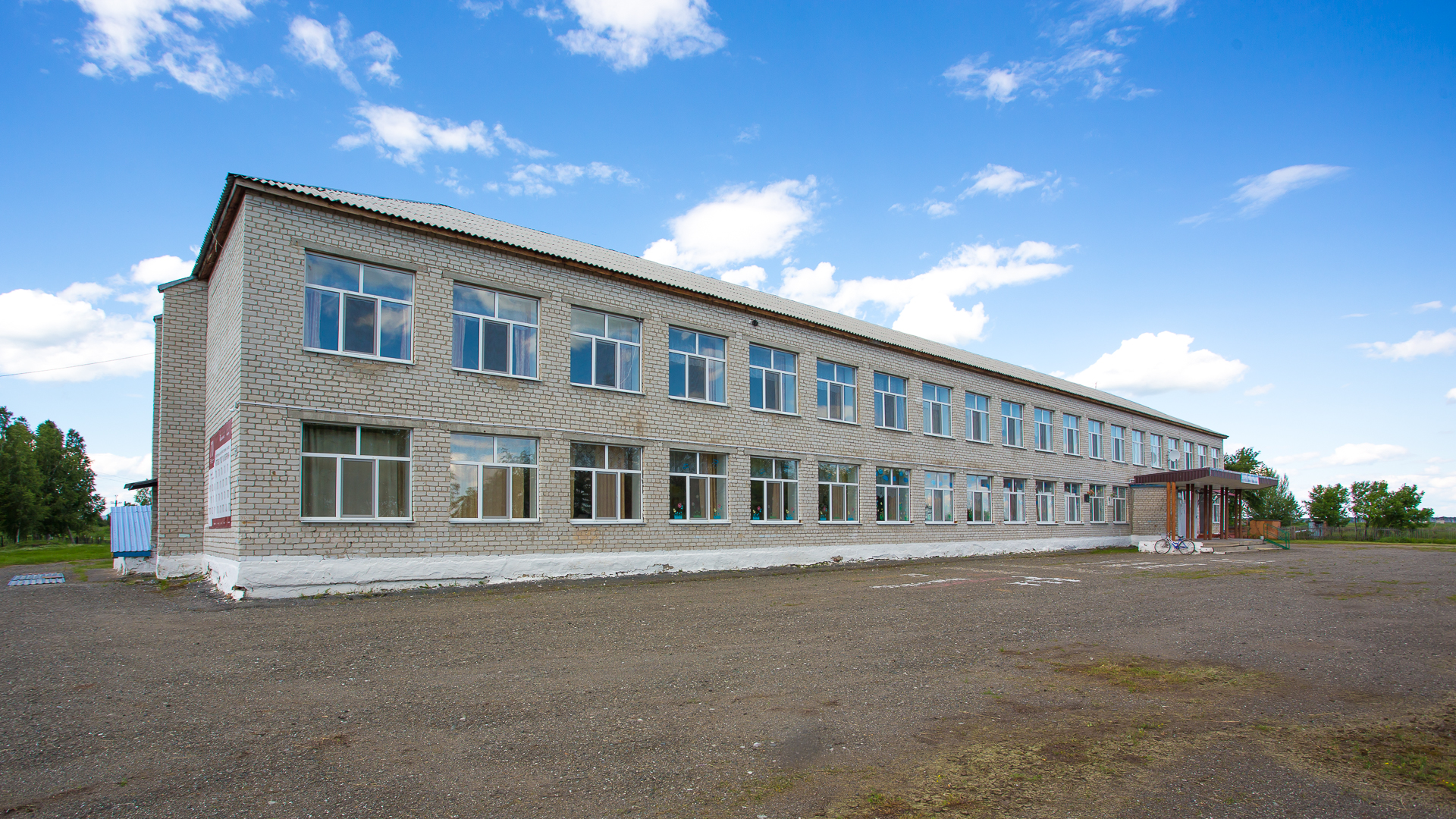
Тушнолобовская СОШ

В селе функционируют средняя общеобразовательная школа, детский сад, дом культуры, библиотека, фельдшерско-акушерский пункт и отделение Почты России.

## Улицы
Уличная сеть села состоит из пяти улиц и двух переулков.